# Silhouetten op. 8
Silhouetten op. 8 ist ein Zyklus für Klavier solo von Antonín Dvořák.

## Entstehung
Im Herbst des Jahres 1879 komponierte Antonín Dvořák diese 12 Silhouetten. Nach dem Erfolg seines Werkes Slawische Tänze versprach er seinem Verleger Fritz Simrock, seine darauf folgenden Werke vornehmlich bei ihm verlegen zu lassen. Jedoch wollte er Dvořák dieses Werk bei dem Verleger Franz Hofmeister in Leipzig verlegen lassen, so dass Dvořák diesem Werkzyklus eine niedrige Opuszahl gab. 
Bei neun der zwölf Silhouetten verarbeitet der Komponist eigene Themen aus seinen ersten beiden Symphonien und dem Liederzyklus „Zypressen“; bei den restlichen drei Stücken griff er auf andere, vermutlich aus dem Jahr 1865 entstandene Werke zurück. Bei der ersten, fünften, achten, elften und zwölften Silhouette verwendete er Themen aus seiner ersten Symphonie; in der dritten und sechsten Silhouette verarbeitete Dvořák Material aus seiner 2. Symphonie. Im Mittelteil der ersten Silhouette nutzte er sein Thema des Liedes „Im tiefen Walde stehe ich hier“ (basierend auf Gedichte von Gustav Pfleger-Moravský) aus seinem Liederzyklus „Zypressen“. Drei Jahre nach der Veröffentlichung im Jahr 1880 arrangierte Theodor Kirchner dieses Werk für Klavier zu vier Händen.

## Silhouetten
1. Allegro feroce (cis-Moll, 6/8)
2. Andantino (Des-Dur, )
3. Allegretto (Des-Dur, 2/4)
4. Vivace (fis-Moll,3/4)
5. Presto (fis-Moll, 3/4)
6. Poco sustenuto (B-Dur, 6/8)
7. Allegro (D-Dur,6/8)
8. Allegretto (h-Moll, 2/4)
9. Allegro (H-Dur, 2/4)
10. Allegro grazioso (e-Moll, 6/8)
11. Allegro moderato (A-Dur, 3/4)
12. Allegro feroce (cis-Moll, 6/8)